# Łukasz Załęski
Łukasz Załęski (geb. 1989) ist ein polnischer Opernsänger (Tenor).

## Leben
Er war Absolvent der Grażyna und Kiejstut Bacewicz Musikakademie in Łódź und Gewinner des I. Nationalen Bogdan Paprocki Gesangswettbewerbs sowie Preisträger des Sonderpreises für den besten Tenor des Wettbewerbs, einer Auszeichnung für die beste Interpretation einer Arie von Stanisław Moniuszko und sieben außerordentlichen Sonderpreisen. Im Jahr 2024 wurde Łukasz Załęski mit dem 18. Jan-Kiepura-Theatermusikpreis in der Kategorie Bester Opernsänger ausgezeichnet.
Im Sommer 2022 debütierte er bei den Bregenzer Festspielen als Pinkerton in der Premierenproduktion von Giacomo Puccinis Madama Butterfly und kehrte 2023 zu dieser Rolle zurück. Er trat unter anderem im Tiroler Landestheater Innsbruck, dem Litauische Nationaltheater für Oper und Ballett (LNOBT), der Vlaamse Opera und dem Théâtre de l’Archipel in Perpignan auf. Er kehrt regelmäßig auf fast alle großen Opernbühnen in Polen zurück, darunter das Teatr Wielki in Warschau, die Schlesische Oper in Bytom, die Opera Nova in Bydgoszcz und die Baltische Oper in Gdańsk.
Derzeit tritt er in Polen auf und ist regelmäßig auf europäischen Bühnen zu sehen. Zu seinen wichtigsten Opernrollen zählen: Faust (La damnation de Faust), der Prinz (Rusalka), Edgardo (Lucia di Lammermoor), der Herzog von Mantua (Rigoletto), Riccardo/Gustavo (Un ballo in maschera), Rodolfo (Luisa Miller), Stefan (Straszny dwór), Jontek (Halka), B. F. Pinkerton (Madama Butterfly), Rodolfo (La Bohème) und Cavaradossi (Tosca).